# سنكلير ستيفنز
سنكلير ستيفنز هو صحفي وسياسي كندي، ولد في 11 فبراير 1927 في هالتون هيلز في كندا، وتوفي في 30 نوفمبر 2016 في كينغ في كندا. حزبياً، نشط في Progressive Canadian Party ‏ والحزب الكندي التقدمي المحافظ. وقد انتخب رئيس مجلس وزارة المالية ‏ (1979 – 1980) وانتخب Progressive Canadian Party ‏ (1 ديسمبر 2007 – 30 نوفمبر 2016).